# المتحف الوطني للعلوم والتكنولوجيا
المتحف الوطني للعلوم والتكنولوجيا في تايوان (NSTM؛ بالصينية: 國立 科學 工藝 博物館 ؛ بالبينية: Guólì Kēxué Gōngyì Bówùguǎn) هو متحف للعلوم والتكنولوجيا التطبيقية في منطقة سانمين، كاوهسيونغ، تايوان.

## التاريخ
تم تأسيس المتحف في نوفمبر 1997.

## العمارة
يغطي المتحف مساحة 19 هكتارًا على طريق تشيوجو في منطقة سانمين. تغطي المساحة الأرضية 112,400 متر مربع، ونتيجة لذلك تعتبر أكبر متحف للعلوم في آسيا. تتميز الهندسة المعمارية بأشكال هندسية تشمل المثلثات والمستطيلات والدوائر، وترتبط المباني بجسور مستقيمة.

## الوصول
لا يمكن الوصول إلى المتحف في الوقت الحالي على مسافة قريبة من شمال محطة «ووكوايجو» في محطة كاوهيسيغ. تم حظر طريق المشي هذا بواسطة خط السكك الحديدية الرئيسي.
المشي الشرقي من محطة القطار الرئيسية (الجانب الشمالي) على طول طريق جيو رو سيوصلك إلى هناك.